# Astrid Heubrandtner

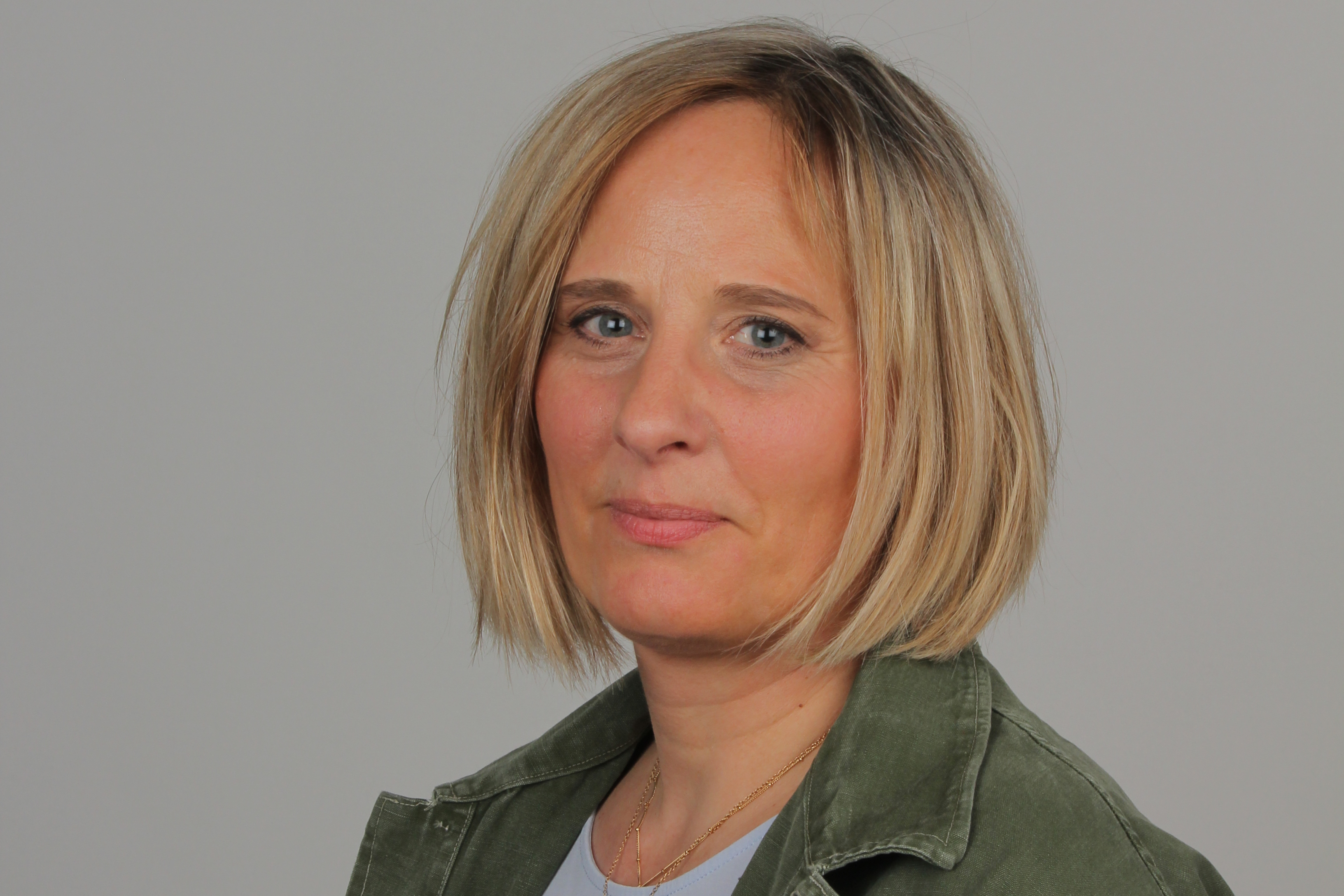
Astrid Heubrandtner (2016)

Astrid Heubrandtner (* 3. September 1968 in Leoben) ist eine österreichische Kamerafrau (Director of Photography) und Filmregisseurin.

## Leben
Astrid Heubrandtner maturierte 1986 am Bundesgymnasium und Bundesrealgymnasium Leoben. Anschließend begann sie an der Universität Wien Theaterwissenschaft und Kunstgeschichte zu studieren. 1987 wechselte sie an das Kolleg für Fotografie an der Höheren Graphischen Bundes-Lehr- und Versuchsanstalt, das sie 1989 absolvierte. Sie hielt sich danach ein Jahr lang in Paris auf, wo sie an der Universität Paris VIII Lehrveranstaltungen zu Film und Video besuchte und als Assistentin bei Fotografen und in Fotostudios arbeitete. Heubrandtner studierte ab 1990 an der Filmakademie Wien Bildtechnik und Kamera sowie Produktion. Während ihres Studiums, ab 1992, begann sie als Beleuchterin und Kameraassistentin bei diversen Kinoproduktionen und in der Werbung zu arbeiten. Sie beendete 1998 ihre Ausbildung an der Filmakademie und war anschließend als Kamerafrau sowie gelegentlich als Filmregisseurin tätig. Von 2002 bis 2004 absolvierte sie ein interdisziplinäres Doktoratsstudium an der Universität Wien und der Universität für Musik und darstellende Kunst Wien. Von 2011 bis 2012 war sie Gastprofessorin für Kamera an der Filmakademie Wien.
Heubrandtner ist Vorsitzende des Verbands österreichischer Kameraleute (AAC) sowie Mitglied von dok.at, der Europäischen Filmakademie und der Akademie des Österreichischen Films. Zudem war sie von 2006 bis 2018 im Master Class Committee von IMAGO - The International Federation of Chinematographers.
2020 erhielt Astrid Heubrandtner den  IMAGO Honorary Member Award.

## Filmografie (Auswahl)
- 1998: Aus Liebe (auch Ko-Regie)
- 1999: Abschied ein Leben lang
- 2000: Medicopter 117 – Jedes Leben zählt (Staffel 4) (Second-Unit-Kamera)
- 2001: Medicopter 117 – Jedes Leben zählt (Staffel 5) (Second-Unit-Kamera)
- 2001: Spiel im Morgengrauen (Second-Unit-Kamera)
- 2002: Lebensborn Feichtenbach
- 2004: Wie Schnee hinter Glas
- 2005: Marhaba Cousine (auch Drehbuch und Regie)
- 2005: Adolf Holl - Wuensche koennen nicht irren
- 2005: Schnelles Geld
- 2006: X-Love Scenes
- 2006: Gegen den Strom - Das Kunstprojekt KUEBA
- 2007: Universum - Natur im Garten III
- 2009: Eine von 8
- 2009: Herzerlfresser
- 2009: Marjolein en het geheim van het slaapzand (2. Kamera)
- 2010: Mein Haus stand in Sulukule (Regie und Kamera)
- 2011: Hot Spot
- 2011: Qualtinger
- 2012: Call Me a Jew
- 2013–2014: Menschenkinder (sechs Folgen)
- 2015: Wohin Und Nicht Zurück
- 2016: Home Is Here
- 2018: Kinder unter Deck
- 2018: Gerhard Bronner - Ka Blattl vorm Mund
- 2021: Der schönste Tag / Sprich mit mir (Kamera gem. mit Carlo Hofmann Richie Wagner)
- 2021: Unser Wunder:Kind
- 2022: Lilli
- 2022: Kultfigur Kasperl -König der Narren
- 2023: Rosls Suitcase
- 2023: Feuerblume - die zwei Leben der Marisa Mell
- 2024: Husky Toni – go ahead